# Stará synagoga v Chebu
Stará synagoga v Chebu stála mezi ulicemi Dominikánská a Jakubská v centru města, nedaleko židovské čtvrti, od druhé poloviny 14. do 19. století, kdy se do města po velkém pogromu roku 1350 navrátila židovská komunita. Vedle synagogy měla židovská obec k dispozici také židovský hřbitov, školu, jakýsi druh radnice (Judenhof) a taneční sál. Vystavěna byla při zdi předchozí synagogy. Roku 1350 po chebském pogromu o synagogu Židé přišli, ale Karel IV. potvrdily že na ji mají nárok. Zikmund Lucemburský pak chebským nařídil synagogu zabavit a přestavět ji na kostel. Stalo se tak 1468, kdy vznikl kostel Navštívení Panny Marie.